# ゲルト・ネフツァー
ゲルト・ネフツァー（Gerd Nefzer, 1965年7月5日 - ）は、ドイツの特殊効果アーティストである。2017年の映画『ブレードランナー 2049』によりジョン・ネルソン、ポール・ランバート、リチャード・R・フーバーによりアカデミー賞視覚効果賞を受賞した。さらに2021年の『DUNE/デューン 砂の惑星』により再びアカデミー賞視覚効果賞を受賞した。

## キャリア
ネフツァーは農業工学を学び、当初は農家として働いていた。1980年代に入ると彼は義父のカールが1968年にバーデン＝ヴュルテンベルク州シュヴェービッシュ・ハルに設立した映画撮影用の車両や武器のレンタル会社であるネフツァー・スペシャル・エフェクツに加わった。その後義父や息子のウリと共に同社の特殊効果部門を立ち上げた。1989年の東ドイツ平和革命後はポツダムに支社を設立した。ネフツァー・バーベルスベルクはスタジオ・バーベルスベルクの50%子会社であり、バーベルスベルクの映画スタジオに本拠地を置いている。
2018年6月末に彼は映画芸術科学アカデミーの会員となった。

## 主なフィルモグラフィ
- ネバーエンディング・ストーリー3 The Never Ending Story III (1994)
- ロブ・ロイ/ロマンに生きた男 Rob Roy (2005)
- スターリングラード Enemy at the Gates (2001)
- バイオハザード Resident Evil (2002)
- リベリオン Equilibrium (2002)
- アナトミー2 Anatomie 2 (2003)
- 80デイズ Around the World in 80 Days (2004)
- エイリアンVSプレデター Alien vs. Predator (2004)
- フライトプラン Flightplan (2005)
- イーオン・フラックス Æon Flux (2005)
- ナルニア国物語/第2章: カスピアン王子の角笛 The Chronicles of Narnia: Prince Caspian (2008)
- クラバート 闇の魔法学校 Krabat (2008)
- ザ・バンク 堕ちた巨像 The International (2009)
- イングロリアス・バスターズ Inglourious Basterds (2009)
- 白いリボン Das weiße Band (2009)
- パンドラム Pandorum (2009)
- ニンジャ・アサシン Ninja Assassin (2009)
- ハンナ Hanna (2011)
- ロード・オブ・クエスト ドラゴンとユニコーンの剣 Your Highness (2011)
- 三銃士/王妃の首飾りとダ・ヴィンチの飛行船 The Three Musketeers (2011)
- もうひとりのシェイクスピア Anonymus (2011)
- ヘンゼル & グレーテル Hansel & Gretel: Witch Hunters (2013)
- ダイ・ハード/ラスト・デイ A Good Day to Die Hard (2013)
- ミケランジェロ・プロジェクト The Monuments Men (2014)
- グランド・ブダペスト・ホテル The Grand Budapest Hotel (2014)
- ハンガー・ゲーム FINAL: レジスタンス The Hunger Games: Mockingjay – Part 1 (2014)
- ブリッジ・オブ・スパイ Bridge of Spies (2015)
- ハンガー・ゲーム FINAL: レボリューション The Hunger Games: Mockingjay – Part 2 (2015)
- シビル・ウォー/キャプテン・アメリカ Captain America: Civil War (2016)
- キュア 〜禁断の隔離病棟〜 A Cure for Wellness (2016)
- ブレードランナー 2049 Blade Runner 2049 (2017)
- レッド・スパロー Red Sparrow (2018)
- DUNE/デューン 砂の惑星 Dune (2021)
- デューン 砂の惑星PART2 Dune: Part Two (2024)

## 受賞とノミネート
| 賞               | 年   | 部門           | 作品名                 | 結果 |
| ---------------- | ---- | -------------- | ---------------------- | ---- |
| アカデミー賞     | 2017 | 視覚効果賞     | ブレードランナー 2049  | 受賞 |
| アカデミー賞     | 2021 | 視覚効果賞     | DUNE/デューン 砂の惑星 | 受賞 |
| アカデミー賞     | 2024 | 視覚効果賞     | デューン 砂の惑星PART2 | 受賞 |
| 英国アカデミー賞 | 2017 | 特殊視覚効果賞 | ブレードランナー 2049  | 受賞 |
| 英国アカデミー賞 | 2021 | 特殊視覚効果賞 | DUNE/デューン 砂の惑星 | 受賞 |